# Hjort Lorenzen

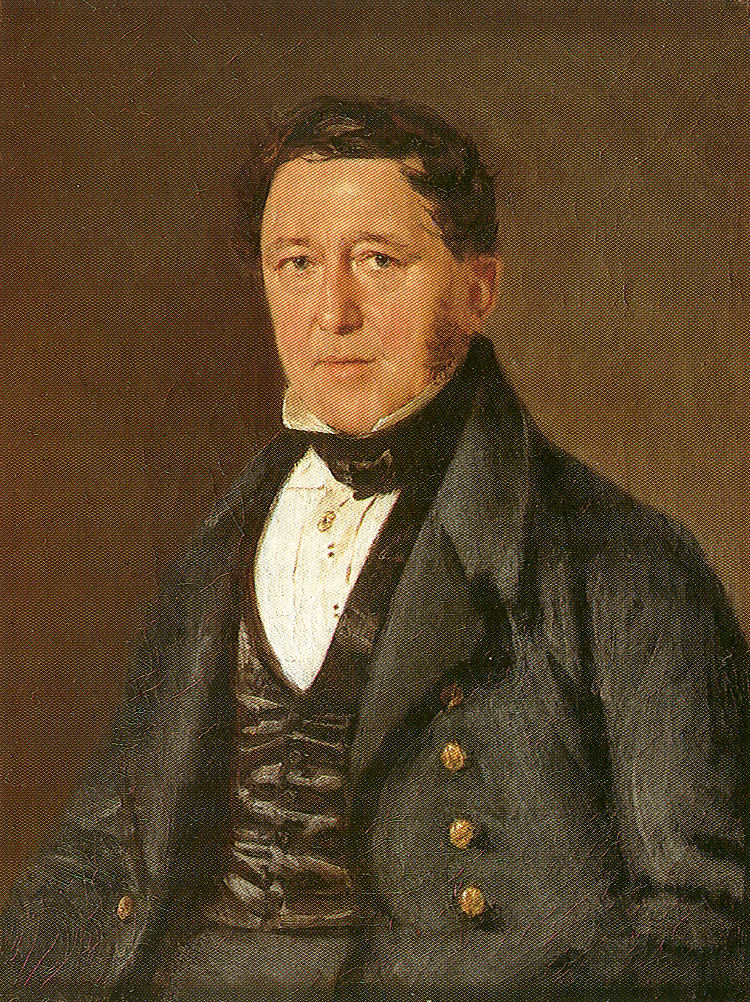
Hjort Lorenzen, gemalt von Christian Albrecht Jensen.

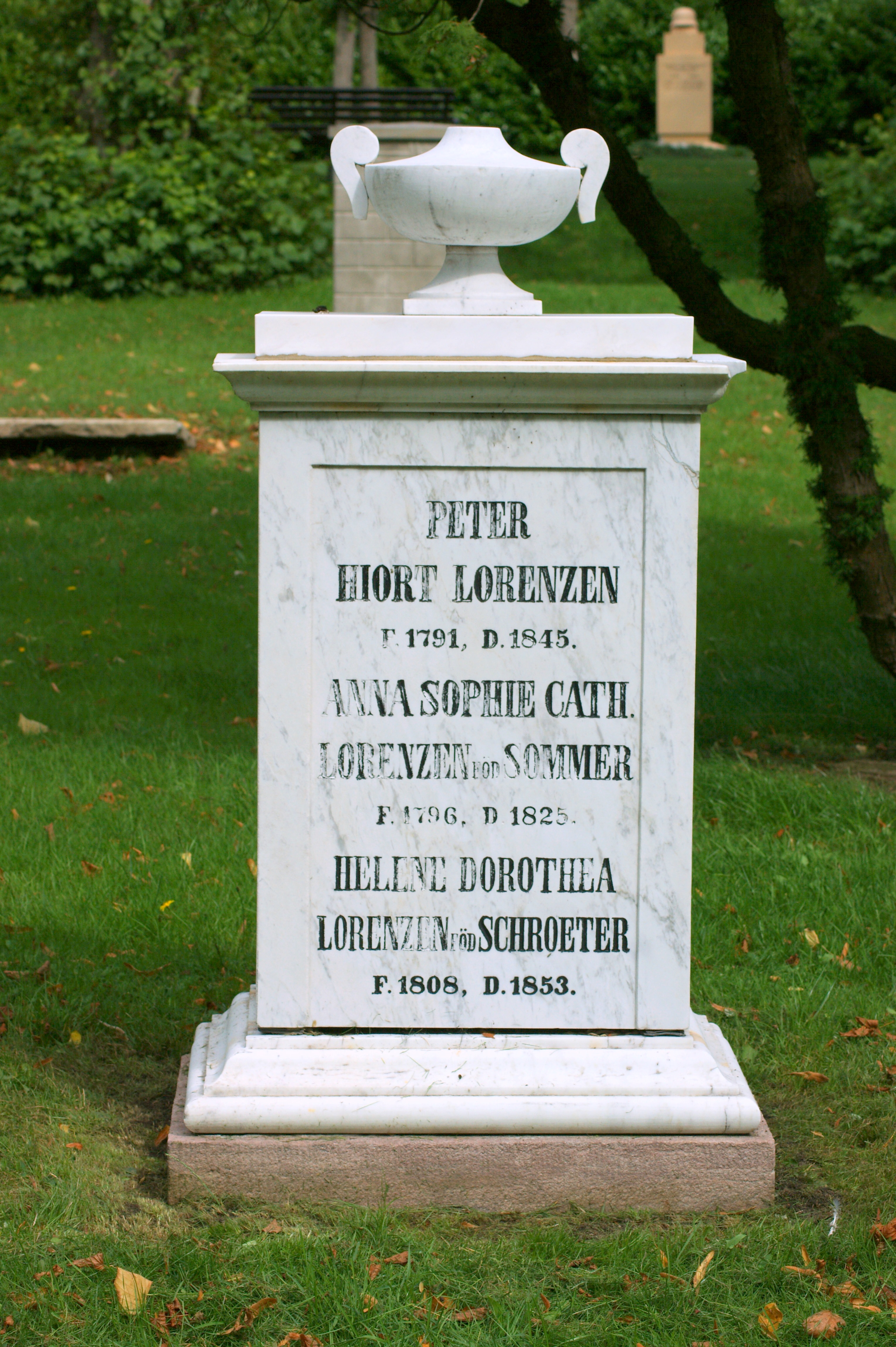
Grabstein in seiner Heimatstadt Haderslev/Hadersleben

Hjort Lorenzen (auch: Peter Hiort Lorenzen; * 24. Januar 1791 in Hadersleben; † 17. März 1845) war im 19. Jahrhundert Abgeordneter in der Schleswigschen Ständeversammlung und war dort einer der dänischgesinnten Abgeordneten. Mit seinem Namen verbindet sich vor allem die Forderung nach sprachlicher und kultureller Gleichstellung der Dänen im Herzogtum Schleswig zur Zeit des Gesamtstaates.

## Leben und Wirken
Lorenzen absolvierte das Alte Gymnasium in Flensburg (auf Dänisch: Flensborg lærde skole) und übernahm 1812 die Zuckerraffinerie seines Großvaters in Haderslev. Später gründete er eine eigene Handelsgesellschaft, die er bis 1845 betrieb. Im September 1834 wurde er für die Stadt Haderslev als Deputierter in die Ständeversammlung des Herzogtums Schleswig gewählt. Ein Jahr später wurde er zudem in das Bürgerkollegium seiner Heimatstadt aufgenommen.
Seit 1830 verfasste Lorenzen mehrere Artikel mit Bezug zu politischen und sozial-ökonomischen Themen, die unter anderem in dem vom liberalen und radikaldemokratischen Journalisten Theodor Olshausen in Kiel herausgegebenen Korrespondenzblatt erschienen. Lorenzen war selbst liberal orientiert. Seine liberalen Ansichten wurden bei einem Besuch in England im Jahr 1837 noch verstärkt, als er die dortige parlamentarische Praxis kennenlernte. Als Deputierter der Schleswigschen Ständeversammlung schloss er sich entsprechend der liberalen Fraktion an und wurde bald einer der bekanntesten Sprecher der liberalen Abgeordneten, der auch Uwe Jens Lornsen unterstützte.
Lorenzen selbst sprach sich wie Lornsen für eine Verfassung für die Herzogtümer aus, die in einer Konföderation mit dem eigentlichen Königreich Dänemark verbunden sein sollten, ohne jedoch Schleswigs Aufnahme in den Deutschen Bund zu fordern. Im Jahr 1836 konnte er durchsetzen, dass die Ständeversammlungen öffentlich tagen konnten. Die Forderung nach einer freien Verfassung scheiterte jedoch am Widerstand der Eliten, unter anderem auch der Großgrundbesitzer. Im Jahr 1838 veröffentlichte Lorenzen eine Karte, die Sønderjylland bzw. Schleswig, das damals dänisches Lehensgebiet war, als Teil Dänemarks zeigte, was auf Protest von deutschgesinnten Abgeordneten stieß. Er forderte die Trennung der Haushaltspolitik zwischen dem Königreich und den Herzogtümern, aber auch, dass Dänisch als Rechtssprache in Nordschleswig eingeführt werden solle, wo es bereits im Vorwege Kirchen- und Schulsprache gewesen war.
Die zunehmende Nationalisierung der liberalen Bewegung innerhalb der Herzogtümer führte schließlich zum Bruch mit den deutsch-orientierten (National-)Liberalen. Lorenzen legte sein Mandat in der Ständeversammlung nieder und näherte sich den dänischen Nationalliberalen an. Die Zusammensetzung der Schleswigschen Ständeversammlung basierte damals auf einem Zensuswahlrecht, wodurch die mehrheitlich deutsch-orientierte Oberschicht (Ritterschaft/Adel, Großgrundbesitzer und städtisches Großbürgertum) dort über- und die dänische Seite entsprechend unterrepräsentiert war. Lorenzen hielt sich 1842 und 1843 mehrmals in Kopenhagen auf, nahm 1843 an der dänischen Volksversammlung auf Skamlingsbanke teil und stand unter anderem in Verbindung mit dem dänischen Politiker und Pastor Christian Flor. Im Jahr 1941 wurde er für Sønderborg erneut in die Schleswigsche Ständeversammlung gewählt und stand von da an in deutlicher Opposition zu den Forderungen der deutschen Nationalliberalen nach dem Anschluss Schleswigs in den Deutschen Bund und den Erbansprüchen von Christian August von Augustenburg. Bekannt ist Lorenzen bis heut für seine Forderungen nach sprachlicher und kultureller Gleichstellung der im Schleswig lebenden Dänen. Als sich Hjort Lorenzen am 11. November 1842 auf Dänisch an die Delegierten wendete, löste dies auf Seite der deutsch gesinnten Schleswig-Holsteiner große Proteste aus. Von dem Protokoll der Ständeversammlung stammt das zu geflügeltem Wort gewordene Zitat „Er fuhr fort, Dänisch zu sprechen“.
Als Folge gab der dänische König – in seiner Funktion als Herzog von Schleswig als dänischem Lehen – am 29. März 1844 in einem „Sprachpatent“ bekannt, dass nur die Mitglieder der schleswigschen Ständeversammlung, die nicht in ausreichendem Maße Deutsch sprechen können, auf den Treffen der Ständeversammlung Dänisch sprechen dürfen. Dies führte dazu, dass Lorenzen und vier weitere dänisch-schleswigsche Deputierte ie folgenden Treffen boykottierten, was wiederum dazu führte, dass der dänisch-orientierte Schleswigsche Verein verboten wurde.
Im März 1845 starb Lorenzen schließlich überraschend an einer Lungenentzündung.

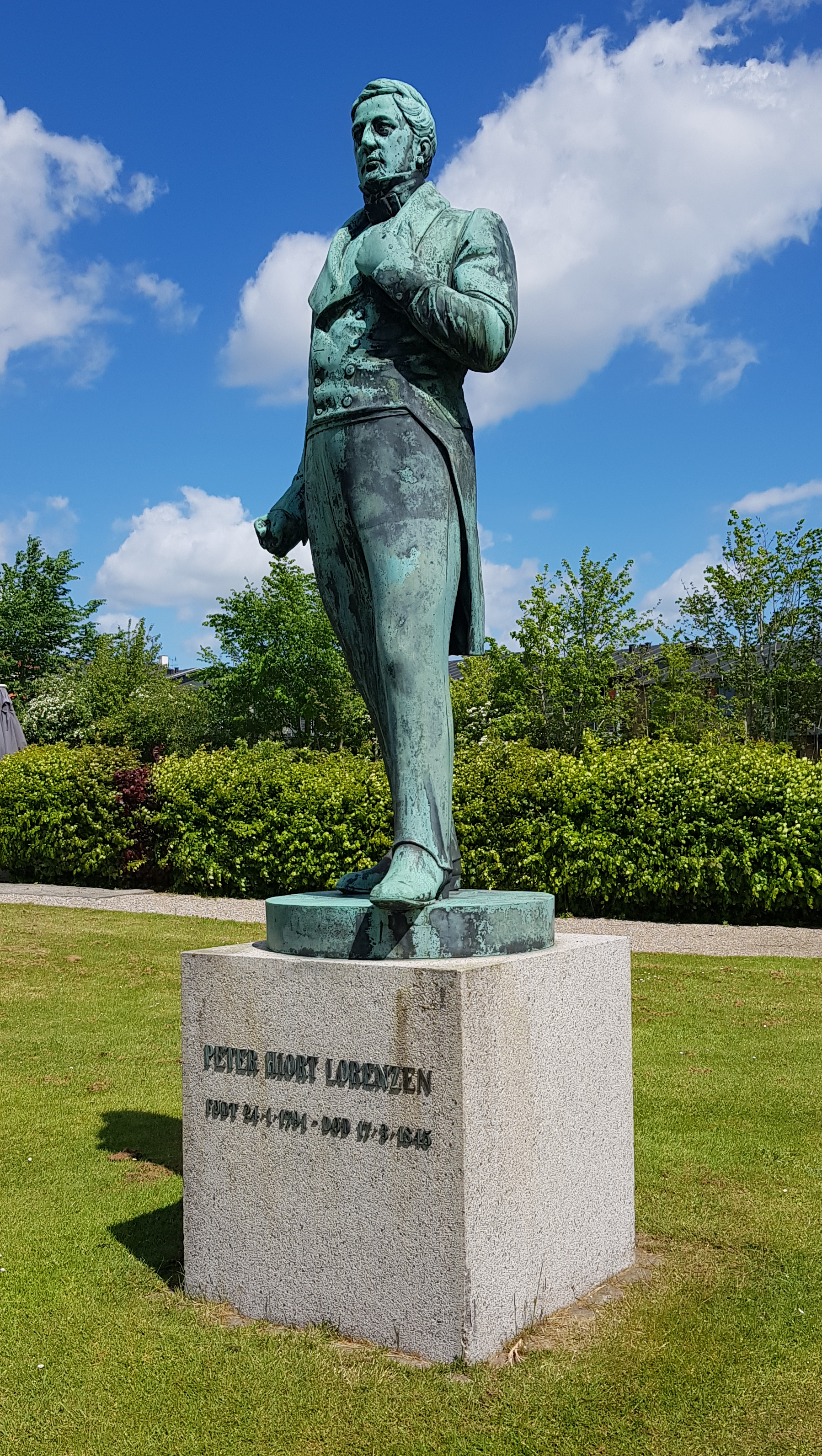

## Erinnerung
Er ist einer von 18 verdienten Dänen, die auf dem Obelisk auf Skamlingsbanken namentlich genannt werden. In der Stadt Schleswig wurde später nach ihm eine dänische Schule (Hiort Lorenzen Skolen) benannt.